# Manuel Martínez de Tena
Manuel Martínez de Tena (Vedado, Cuba, 20 de julio de 1896. Madrid, 1 de septiembre de 1970) fue un abogado y político español.

## Biografía
Nacido en Vedado, Cuba, 20 de julio de 1896. Abogado y secretario personal de Andrés Redondo, hermano de Onésimo Redondo, ayudó a Mercedes Sanz-Bachiller —viuda de Onésimo Redondo— y a Javier Martínez de Bedoya a poner en marcha el Auxilio de Invierno, organización de socorro fundada en Valladolid, en la zona sublevada, durante la Guerra Civil, convirtiéndose en 1937, formalmente, en asesor jurídico del organismo, Auxilio Social. En febrero de 1938, al cesar Javier Martínez de Bedoya como secretario nacional de Auxilio Social tras ser nombrado por Ramón Serrano Suñer jefe de Servicios de Beneficencia, Martínez de Tena asumió la posición de secretario. Tras la dimisión en enero de 1940 de Sanz-Bachiller como delegada nacional del Auxilio Social, Martínez de Tena se convirtió el 9 de mayo de 1940 en nuevo delegado nacional del Auxilio Social. Procedió tras su acceso a la delegación nacional a nombrar a Carmen de Icaza para el cargo de secretaria, cargo que habían desempeñado tanto él como Martínez de Bedoya anteriormente. En enero de 1943 efectuó una visita a la Alemania nazi en una comitiva encabezada por José Luis Arrese, y que incluía también a Arias Salgado, Víctor de la Serna y Xavier de Echarri, que estuvo estudiando hasta febrero a los servicios de la Nationalsozialistische Volkswohlfahrt. 
Político Falangista, 
Nombrado en agosto de 1939 director general de Beneficencia y Obras Sociales, fue presidente de la Cruz Roja Española y, simultáneamente, delegado del Gobierno en la organización. Consejero nacional del Movimiento, fue también procurador de las Cortes franquistas entre 1943 y 1957.
Falleció el 1 de septiembre de 1970 en Madrid.

## Reconocimientos
- Gran Cruz de la Orden del Mérito Civil (1944)[16]
- Gran Cruz de la Orden Civil de Beneficencia (1947)[17]